# Norra Åsumstenen
Norra Åsumstenen är en runsten som är fastmurad stående i Norra Åsums kyrkas vapenhusgolv. Stenen är av gnejs-granit och är 2,32 m lång, har en bredd på 0,38-0,49 m och är 0,2-0,34 m tjock. Ristningen är grund på grund av vittring. Stenen berättar att ärkebiskop Absalon Hvide och en Esbjörn Mule byggde kyrkan. Baksidan av stenen ser ut att vara förberedd för ytterligare inskription.
Inskriften lyder:
+ krist ÷ mario ÷ sun ÷ hiapi ÷ þem : ær ÷ kirku ÷ þ(e)-... -erþ(o)/-erþi ÷ absalon ÷ ærki÷biskup ÷ ok ÷ æsbiorn muli ÷
Transkribering till normaliserad fornvästnordiska:
Kristr Maríu sonr hjalpi þeim, er kirkju ... [g]erðu/[g]erði, Absalon erkibiskup ok Ásbjôrn Múli.
Översättning till modern svenska:
Kristus, Marias son, hjälpe dem, som kyrkan gjorde, Absalon ärkebiskop och Esbjörn Mule.